# Pentarrhinum
Pentarrhinum là chi thực vật có hoa trong họ Apocynaceae.